# Philiris butleri
Philiris butleri är en fjärilsart som beskrevs av Grose-smith och Kirby 1897. Philiris butleri ingår i släktet Philiris och familjen juvelvingar. Inga underarter finns listade i Catalogue of Life.